# Jacques Botherel
Jacques Botherel (La Trinité-sur-Mer, 1º dicembre 1946) è un ciclista su strada francese, campione del mondo nei dilettanti nel 1965.

## Carriera
Professionista dal 1971 al 1974, nel 1972 fu compagno di fuga di un altro ex campione del mondo dilettanti, Jean Jourden, nella prima tappa del Giro del Delfinato,  quando Jourden ebbe l'infortunio che lo costrinse al ritiro. Tra i professionisti il suo risultato più rilevante fu il secondo posto al Bretagne Classic Ouest-France del 1974. 

## Palmarès

### Dilettanti
- 1965

Campionato mondiale su strada dilettanti

### Professionisti
- 1971

Classifica a punti Etolie de Espoirs

## Piazzamenti

### Grandi Giri
- Tour de France

1971: ritirato
1973: 71°
1974: 86°

### Competizioni mondiali
Lasarte-Oria 1965 - In linea Dilettanti: vincitore